# The Hillbillies
The Hillbillies è un singolo dei rapper statunitensi Baby Keem e Kendrick Lamar, pubblicato il 30 maggio 2023.

## Antefatti
Da luglio a dicembre 2022, Baby Keem ha accompagnato Kendrick Lamar nel suo Big Steppers Tour. Durante la data a Manchester, ultima data europee del tour, i due hanno messo in pausa lo show per filmare materiale per un potenziale video musicale.
Il singolo è stato pubblicato a sorpresa il 30 maggio 2023 sul canale YouTube dell'etichetta discografica pgLang e poi il 5 giugno seguente è stato reso disponibile sulle piattaforme streaming.

## Descrizione
Il brano è stato prodotto da Evilgiane e campiona il singolo del gruppo musicale statunitense Bon Iver PDLIF e contiene un'interpolazione del singolo di Drake Sticky.
La produzione del singolo contiene degli hi-hats ispirati alla UK drill e degli elementi di Jersey club.

## Video musicale
Il video musicale del brano, diretto e montato da Neal Farmer, è stato pubblicato in concomitanza con l'uscita del singolo sul canale YouTube di pgLang.
Il video è interamente girato su una videocamera VHS e contiene parti della tappa europea finale del Big Steppers Tour di Kendrick Lamar e del viaggio dei due in Europa e negli Stati Uniti. Alle fine del video è presente un cameo del rapper statunitense Tyler, the Creator, che annuncia il ritorno del suo festival annuale, il Camp Flog Gnaw Carnival.

## Tracce
Testi e musiche di Hykeem Carter, Kendrick Duckworth, Giane Chenua, Justin Vernon, Kacy Hill, James Stack, Brandon Burton, Robert Moose e Agnus Fairbairn.
1. The Hillbillies – 3:24

## Classifiche
| Classifica (2023) | Posizione massima |
| ----------------- | ----------------- |
| Canada            | 80                |
| Stati Uniti       | 93                |